# Réseau géodésique français
Pour les articles homonymes, voir Réseau (homonymie).
Le réseau géodésique français 1993 (RGF93) est le successeur de la nouvelle triangulation de la France (NTF) depuis le 1er janvier 2001. Il est désormais le système géodésique officiel en France métropolitaine pour tous les travaux de nature publique de plus d'un hectare, ou dont la plus grande longueur est supérieure à 500 m (décret du 26 décembre 2000 modifié par le décret du 3 mars 2006).

## Coordonnées planimétriques
Les coordonnées planimétriques d'un point en RGF93 sont de deux types :
- géographiques : longitude, latitude (λ, φ), en unités d'angle ;
- cartésiennes : est, nord (x, y), en unités de longueur.

Le RGF93 fournit aussi une information sur la troisième dimension : la hauteur ellipsoïdale, à ne pas confondre avec l'altitude normale NGF.

## Précision du RGF93
La précision de ce référentiel est différente selon le plan de mesure :
- 2 cm en planimétrie ;
- 2 à 5 cm en altimétrie.

## Origine du RGF93
Le RGF93 est né du réseau de référence français (RRF) qui, constitué de 23 points de l'ETRS89 (en), en est la partie fondamentale.

## Matérialisation du RGF93

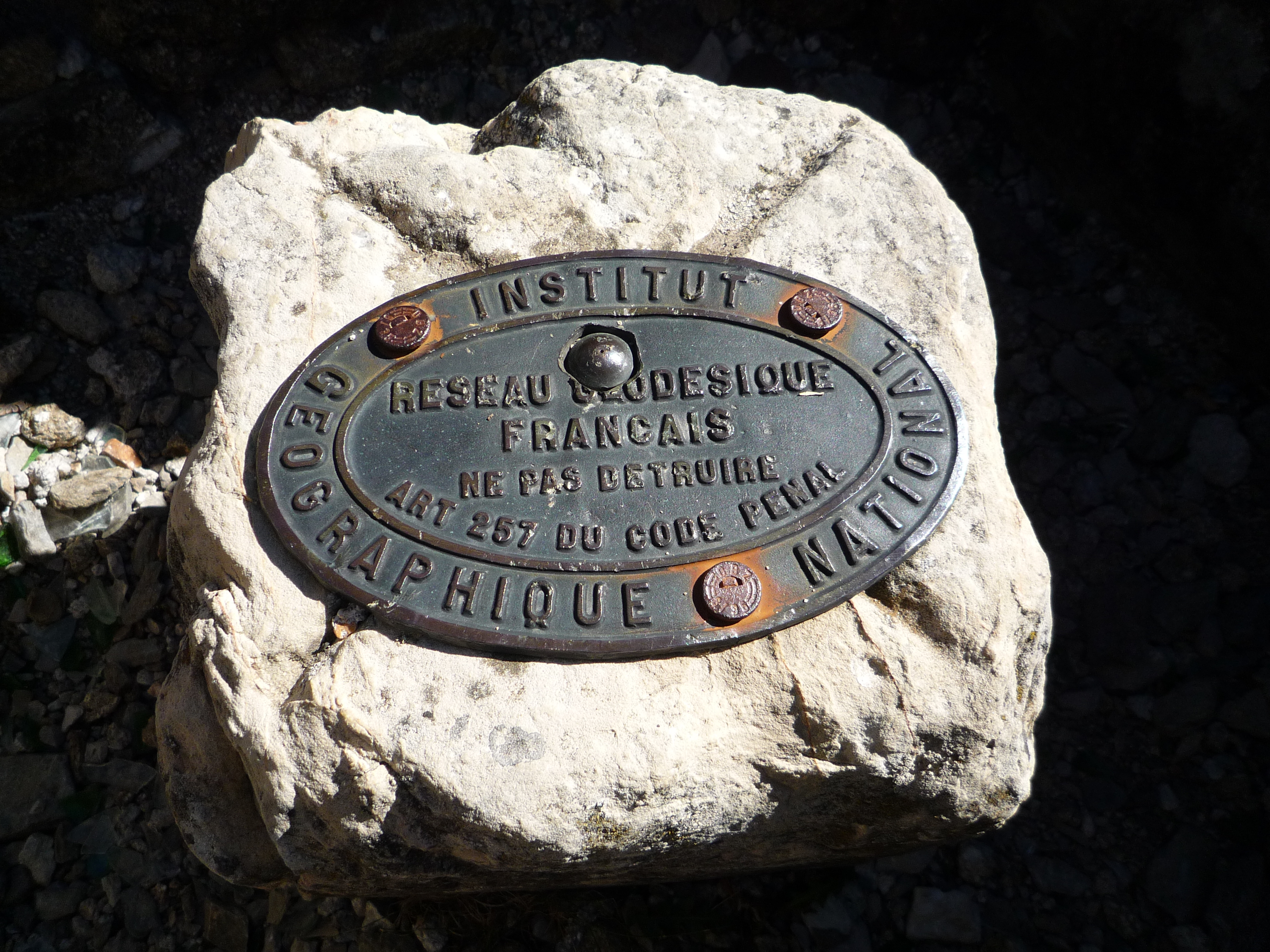
Borne du RGF au sommet du Mont Ventoux.

Les 23 points du RRF (cf. supra), ont été complétés par densification GPS pour déterminer 1 009 points qui constituent le réseau de base français (RBF).
À leur tour, ces points ont été complétés par 80 000 anciens sites de la NTF formant le réseau de détail français (RDF).
L'ensemble de ces trois niveaux de points connus constitue la matérialisation sur le terrain du RGF93. L'accès au RGF93 peut se faire via le RBF ou au travers du réseau GNSS permanent (RGP). 
Une transformation NTF - RGF93 a permis de recalculer tous les points géodésiques NTF en RGF93, sans aucun déplacement sur le terrain[réf. nécessaire].
L'IGN assure la conservation de ces réseaux et met à la disposition du public les coordonnées de chaque point consultable sur un serveur dédié.